# Кентавры (астероиды)
| Солнце Троянские астероиды Юпитера (6,178) Рассеянный диск (>300) | Планеты-гиганты: J · S · U · N Кентавры (44,000) Пояс Койпера (>1,000) |

Кента́вры — группа астероидов, находящихся между орбитами Юпитера и Нептуна, переходная по свойствам между астероидами главного пояса и объектами пояса Койпера (также по некоторым свойствам похожи на кометы). Они имеют нестабильные, порой сильно вытянутые орбиты, поскольку пересекают орбиты планет-гигантов (одной или нескольких). Вследствие этого динамическая жизнь кентавров составляет всего несколько миллионов лет, поскольку крупные планеты просто выталкивают эти объекты со своих орбит гравитацией. Объектам этой группы даются имена мифологических кентавров, которые представляют собой смесь лошади и человека. Было подсчитано, что в Солнечной системе существует около 44 000 кентавров диаметром более 1 км.
Первый кентавр — (944) Идальго — был обнаружен ещё в 1920 году, однако, несмотря на свою необычную орбиту, не был выделен в отдельную группу объектов до 1977 года, когда Чарльз Коваль открыл астероид (2060) Хирон с похожими характеристиками орбиты. Крупнейшим подтверждённым кентавром является (10199) Харикло, диаметр которого составляет около 260 км. Но главная его особенность — система колец, представляющая собой уникальное явление для астероида. 
Кроме того, потерянный объект 1995 SN55 может оказаться несколько больше.
Пока что ни один кентавр не был сфотографирован с близкого расстояния, за исключением спутника Сатурна Фебы, заснятого в 2004 году автоматической межпланетной станцией (АМС) Кассини-Гюйгенс, который, по ряду признаков, может быть бывшим кентавром, захваченным планетой. Кроме того, благодаря телескопу «Хаббл» удалось получить некоторые данные о поверхности кентавра (8405) Асбол.
По своим физическим характеристикам кентавры представляют собой переходный класс от астероидов к кометам. Поскольку их поверхность богата летучими веществами, при достаточном сближении с Солнцем любой кентавр начал бы проявлять кометную активность. На 2017 год известно о трёх объектах, у которых вблизи перигелия зафиксировано появление комы: (2060) Хирон, (60558) Эхекл и 166P/NEAT; ещё два объекта — (52872) Окироя и (471512) 2012 CG — подозреваются в подобной активности.

## Классификация
Согласно классическому определению, кентавр — это небольшое тело, которое обращается вокруг Солнца между орбитами Юпитера и Нептуна, при этом пересекая орбиты одной или нескольких планет-гигантов. Из-за долгосрочной нестабильности орбит, присущей этой области, даже такие объекты, как 2000 GM137 и 2001 ХZ255, которые в настоящее время не пересекают орбиту ни одной планеты, всё равно относятся к данной группе, поскольку возмущения со стороны планет-гигантов всё равно неминуемо приведут к тому, что эти объекты начнут пересекать их орбиты.
Однако разные организации имеют несколько различные критерии для классификации подобных объектов на основе их орбитальных элементов:
- Центр малых планет — перигелий кентавров за пределами орбиты Юпитера {\displaystyle q>5,2a.e.}, большая полуось меньше, чем у Нептуна {\displaystyle a<30,1a.e.}[2] В настоящее время ЦМП часто объединяет кентавры и объекты рассеянного диска в одну группу.
- Лаборатория реактивного движения — большая полуось кентавров за пределами орбиты Юпитера, но не дальше орбиты Нептуна {\displaystyle 5,5a.e.<a<30,1a.e.}[3]
- Глубокий обзор эклиптики (англ. Deep Ecliptic Survey — DES) — определяет кентавры, используя динамическую классификационную схему, основанную на моделировании изменений орбиты астероида на 10 млн лет вперёд. Согласно данной схеме, кентаврами являются нерезонансные объекты, чей перигелий меньше большой полуоси Нептуна на протяжении всего времени моделирования {\displaystyle q<30,1a.e.} Данное определение предполагает сравнительно короткое время нахождения на данной орбите[4].

Бретт Глэдман и Брайан Марсден в сборнике «The Solar System Beyond Neptune» (2008) приводят свою классификацию, согласно которой предлагают считать: кентаврами — объекты с большими полуосями между орбитами Юпитера и Нептуна ({\displaystyle 5,2<a<30,1a.e.}) и параметром Тиссерана {\displaystyle {T_{i}}>3,05} (по отношению к Юпитеру); кометами семейства Юпитера — объекты с перигелием меньше половины расстояния между Юпитером и Нептуном ({\displaystyle q<7,35a.e.}) и параметром Тиссерана {\displaystyle {T_{i}}<3,05} (по отношению к Юпитеру), чтобы исключить объекты пояса Койпера; объектами рассеянного диска — тела на нестабильных орбитах с большой полуосью больше, чем у Нептуна ({\displaystyle a>30,1a.e.}). Другие астрономы предпочитают определять кентавры как нерезонансные объекты с перигелием внутри орбиты Нептуна, которые, как можно показать, с большой вероятностью пересекают сферу Хилла какого-либо газового гиганта в течение ближайших 10 млн лет, так что кентавры можно рассматривать как рассеянные в направлении внутренней Солнечной системы объекты, которые взаимодействуют сильнее и рассеиваются быстрее, чем типичные объекты рассеянного диска.
На 2018 год было открыто более 400 кентавров, но помимо них существует ещё 91 транснептуновый объект (ТНО) с большой полуосью за орбитой Нептуна ({\displaystyle a>30,1a.e.}), но с перигелием ближе орбиты Урана ({\displaystyle q<19,2a.e.}). Конкретного решения по классификации кентавров пока не было принято, но комитетом по номенклатуре Международного астрономического союза определены правила наименования для таких объектов. Согласно им тела с нестабильными и нерезонансными орбитами, пересекающие орбиты крупных планет, а также являющиеся переходными орбитами ТНО и кометами, должны именоваться в честь мифических существ, связанных с оборотнями и персонажами, близкими им по смыслу. Пока только два объекта ((42355) Тифон и (65489) Кето) были названы в соответствии с этим правилом.
Из-за различий в классификациях в различных источниках некоторые объекты могут относиться к разным группам. Такими объектами, например, являются астероид (944) Идальго, открытый в 1920 году и отнесённый Лабораторией реактивного движения к кентаврам; астероид (44594) 1999 OX3 с большой полуосью 32 а. е., но пересекающий орбиты Урана и Нептуна, был отнесён к внешним кентаврам, но уже в рамках классификации DES; а из внутренних можно упомянуть (434620) 2005 VD, чей перигелий располагается очень близко к орбите Юпитера.
Некоторые крупные кентавры с измеренными диаметрами ((2060) Хирон, (54598) Биенор и (10199) Харикло), по мнению американского астронома Майкла Брауна, заслуживают статуса кандидатов в карликовые планеты.

## Орбиты кентавров

### Распределение орбит
Диаграмма справа иллюстрирует орбиты известных кентавров по отношению к орбитам планет (внизу рисунка). Объект классифицируется как кентавр, если он расположен между орбитами Юпитера и Нептуна. Для выбранных объектов эксцентриситет орбиты представлен красными линиями, которые показывают диапазон удалённости кентавров от Солнца (от перигелия к афелию).
Как видно из диаграммы, значения вытянутости орбиты (эксцентриситет) у различных кентавров сильно отличаются: от почти круговых у (52872) Окироя, (32532) Терей и (10199) Харикло до сильно вытянутых у (5145) Фол, (7066) Несс, (8405) Асбол и (55576) Амик.
Чтобы проиллюстрировать всю ширину диапазона параметров орбит кентавров, орбиты самых необычных из них выделены жёлтым цветом:
- 1999 XS35[англ.] — имеет крайне вытянутую орбиту ({\displaystyle e=0,947}), которая начинается внутри орбиты Земли (0,94 а. е.) и заканчивается за орбитой Нептуна (34 а. е.)
- 2007 TB434 — наоборот, движется по практически идеально круговой орбите ({\displaystyle e=0,026})
- 2001 ХZ255 — имеет наименьший наклон орбиты к эклиптике ({\displaystyle i=3}°)
- (5335) Дамокл — наоборот, имеет одну из самых наклонённых орбит к эклиптике, а кентавр 2005 JT50 и вовсе имеет наклон в 120°, то есть он движется по орбите в обратную сторону
- (144908) 2004 YH32[англ.] — имеет настолько сильно наклонённую орбиту (80°), что если спроецировать её на плоскость эклиптики, то в афелии на такой проекции кентавр будет находиться недалеко от орбиты Юпитера, в то время как реальное расстояние от Солнца в этот момент у него будет больше чем до Сатурна.

### Изменение орбит
Поскольку кентавры движутся в зонах действия орбитальных резонансов, их орбиты крайне неустойчивы — среднее время нахождения на этих орбитах составляет 1 — 10 млн лет. Например, астероид (8405) Асбол находится в сильном орбитальном резонансе с Ураном 3:4. Исследования динамики их орбит показывают, что орбиты кентавров, вероятно, находятся в промежуточном переходном состоянии между орбитами комет семейства Юпитера и орбитами объектов пояса Койпера. Кентавры могут быть выброшены из последнего в результате гравитационных возмущений и перейти на хаотичную орбиту, пересекающую орбиты одной или нескольких планет-гигантов. Однако параметры их орбит из-за постоянных дальнейших сближений с крупными планетами будут непрерывно и стремительно изменяться. В процессе этих изменений некоторые кентавры будут развиваться в сторону пересечения орбиты Юпитера — в результате чего их перигелии будут смещаться во внутреннюю часть Солнечной системы и они перейдут в группу активных комет семейства Юпитера и, в конечном итоге, столкнутся с Солнцем или планетой; другие же будут просто выброшены в межзвёздное пространство или облако Оорта из-за слишком тесного сближения с одной из крупных планет.

## Физические характеристики
Большая удалённость и относительно небольшой размер кентавров исключают возможность подробного изучения их поверхности, однако изучение цветового индекса и спектра объекта может дать информацию о составе поверхности и происхождении кентавра.

### Цвет
Цвета поверхности кентавров довольно разнообразны, но при этом никак не взаимосвязаны ни с наличием водяного льда, ни с орбитальными параметрами, что сильно затрудняет построение модели состава поверхности этих объектов. Цветовая схема справа строится на основе показателей цвета, а именно соотношения видимой звёздной величины для синего и красного цветофильтра. Диаграмма иллюстрирует эти различия в преувеличенных тонах для всех кентавров с известными показателями цвета. На этой же диаграмме для сравнения приведены цвета с одной стороны спутников Тритона и Фебы, а с другой — планеты Марс (размеры не в масштабе).
По цвету кентавры разделяются на два довольно чётких класса: красноватые (5145) Фол и сине-серые (2060) Хирон.
Существует множество теорий, объясняющих эту разницу в цвете, но их все можно разделить на две группы:
- цветовое различие вытекает из разницы в происхождении и/или состав кентавра;
- цветовое различие отражает разный уровень космического выветривания от радиации и/или кометную активность.

В качестве примеров второй категории могут выступать кентавр (5145) Фол, красноватый цвет которого может быть обусловлен воздействием радиации на простейшие органические соединения, присутствующие в составе его поверхности, и кентавр (2060) Хирон, который из-за присутствия в составе своей поверхности водяного льда периодически проявляет признаки кометной активности, окрашивая поверхность в сине-серый цвет. Однако какой-либо взаимосвязи между активностью и цветом кентавров не обнаружено, поскольку среди активных кентавров встречаются объекты как серо-синего ((2060) Хирон), так и красного (166P/NEAT) цвета. С другой стороны, цвет кентавра (5145) Фол может быть обусловлен тем, что он лишь недавно покинул пояс Койпера и потому его поверхность просто не успела трансформироваться под действием изменившихся условий среды.
Специалисты предполагают несколько возможных путей таких трансформаций: покраснение в результате радиации и покраснение в результате столкновений и дробления поверхностных пород.

### Спектр
Спектры кентавров зачастую интерпретируются неоднозначно, что связано с размерами частиц на поверхности и другими факторами. Как и в случае с цветами, наблюдаемые спектры могут соответствовать сразу нескольким различным моделям. Тем не менее, они позволяют получить представление о составе поверхности.
Благодаря спектральным исследованиям у многих кентавров в составе поверхности были обнаружены следы водяного льда (например, у кентавров (2060) Хирон, (10199) Харикло и (5145) Фол). Помимо водяного льда в составе этих тел были обнаружен ряд необычных соединений:
- у Харикло — смесь толинов с аморфным углеродом;
- у Фола — смесь толинов, сажи, оливина и метанолового льда;
- у Окирои — смесь керогена с оливином и водяным льдом;
- у Асбола — смесь толинов и аморфного углерода.

Хирон представляет собой куда более сложный случай. Наблюдаемые спектры меняются в зависимости от периода наблюдений. Следы водяного льда были зафиксированы в период низкой кометной активности, но исчезали в период высокой.

## Сходство с кометами
Наблюдения кентавра (2060) Хирон в 1988 и 1989 годах вблизи его перигелия показали наличие кометной активности у этого тела в виде облаков газа и пыли, испаряющихся с его поверхности. Таким образом, на данный момент он официально классифицирован и как астероид и как комета, хотя по размеру он гораздо больше, чем комета, к тому же у него есть и другие мелкие отличия от комет. В дальнейшем были обнаружены ещё два кентавра с кометной активностью: (60558) Эхекл и 166P/NEAT. 166P/NEAT был обнаружен именно во время проявления кометной активности, поэтому первоначально был идентифицирован как комета и лишь затем, в ходе расчёта его орбиты было обнаружено, что она соответствует орбитам кентавров. (60558) Эхекл же в момент обнаружения никакой кометной активности не проявлял и стал активным лишь спустя какое то время.
Угарный газ был обнаружен на Эхекле и Хироне в очень небольшом количестве, тем не менее расчёты показали, что интенсивность его испарения вполне соответствует наблюдаемой коме. При этом, несмотря на значительно большие, чем у комет, размеры, суммарная наблюдаемая кометная активность у Эхекла и Хирона значительно ниже, чем у кометы 29P/Швассмана — Вахмана, которую некоторые астрономы также часто относят к кентаврам.
Вообще в орбитальном плане чёткого различия между кентаврами и кометами не существует. Так, кометы 38P/Стефан — Отерма и 29P/Швассмана — Вахмана, являясь по сути классическими кометами, движутся по типичным орбитам кентавров. Из-за этого некоторые астрономы также относят их к этому классу. Комета 39P/Отерма была активной вплоть до 1963 года, когда она подверглась мощному гравитационному воздействию со стороны Юпитера. Довольно слабая комета Стефана — Отерма также, вероятно, перестала бы проявлять кометную активность, если бы её перигелий сместился за орбиту Юпитера. Комета 78P/Герельса в результате гравитационных возмущений к 2200 году мигрирует за пределы орбиты Юпитера и тоже перестанет проявлять кометную активность, превратившись тем самым в типичного кентавра.

## Теории происхождения
Изучение развития орбит кентавров в последнее время привело к большому количеству неожиданных открытий, однако построить чёткую модель их происхождения по-прежнему не удаётся из-за ограниченности данных о физических параметрах этих тел.
Моделирование показывает, что одним из основных источников кентавров является пояс Койпера, из которого они могут быть выброшены в результате гравитационных возмущений. Внутренняя часть рассеянного диска также в некоторых случаях может служить источником данного типа объектов, но их цвета не вписываются в двухцветную схему кентавров. Зато похожую цветовую схему имеют плутино — тела, находящиеся в орбитальном резонансе с Нептуном. Предполагается, что из-за гравитационных возмущений со стороны Плутона не у всех плутино орбиты могут быть стабильны, однако ряд моментов в этом предположении ещё нуждаются в более подробном объяснении.

## Наиболее известные кентавры
| Название            | Экваториальный диаметр, км | Большая полуось, а. е. | Перигелий, а. е. | Афелий, а. е. | Открыт | Примечания                                                                                |
| ------------------- | -------------------------- | ---------------------- | ---------------- | ------------- | ------ | ----------------------------------------------------------------------------------------- |
| (2060) Хирон        | 218 ± 20                   | 13,710                 | 8,449            | 18,891        | 1977   | Возможно, имеет кольца                                                                    |
| (5145) Фол (Pholus) | 185 ± 16                   | 20,431                 | 8,720            | 32,142        | 1992   |                                                                                           |
| (7066) Несс         | 60 ± 16                    | 24,558                 | 11,786           | 37,330        | 1993   |                                                                                           |
| (8405) Асбол        | 66 ± 4                     | 17,942                 | 6,834            | 29,049        | 1995   |                                                                                           |
| (10370) Хилонома    | 70                         | 25,132                 | 18,915           | 31,349        | 1995   |                                                                                           |
| (10199) Харикло     | 258,6 ± 10,3               | 15,87                  | 13,08            | 18,66         | 1997   | Самый большой кентавр. 26 марта 2014 было объявлено об открытии двух колец вокруг Харикло |
| (54598) Биенор      | 207                        | 16,564                 | 13,250           | 19,879        | 2000   |                                                                                           |
| (55576) Амик        | 100,9                      | 25,157                 | 15,198           | 35,116        | 2002   |                                                                                           |
| (5335) Дамокл       | 10                         | 11,836                 | 1,579            | 22,094        | 1991   |                                                                                           |